# Bafilo
Bafilo este un oraș din Togo, situat la sud de Togo. Este cunoscut pentru moscheea sa de dimensiuni impresionante, producția de brânză, țesături și Cascada Bafilo din apropiere.